# 日任
日任（にちにん、1747年（延享4年11月） - 1795年10月7日（寛政7年8月25日））は、江戸時代の僧。大石寺第40世法主。

## 生涯
1747年（延享4年）11月、陸奥国岩瀬郡に誕生。父松塚七兵衛。1775年（安永4年）6月24日、母妙岸日厳卒。
1776年（安永5年）11月24日、下野小金井蓮行寺長好坊日達寂〔日任の師〕。1777年（安永6年）8月12日、父秀岸日荘卒。
1784年（天明4年）春、細草69代の化主となる。江戸下谷常在寺の住職を務む。在住3年。1786年（天明6年）9月7日、大石寺21代学頭となる。
1791年（寛政3年）7月1日、大坊に入る。7月11日、37世日琫より法の付属を受け、40世日任として登座。1795年（寛政7年）6月28日、法を41世日文に付属し石之坊に移る。
1795年（寛政7年）8月25日、49歳にて死去した。